# Francis Amuzu
Francis Apelete Amuzu (* 23. August 1999 in Accra) ist ein ghanaisch-belgischer Fußballspieler, der bei Grêmio Porto Alegre unter Vertrag steht.

## Karriere

### Verein
Der in Accra geborene Amuzu zog mit seiner Familie bereits in frühester Kindheit nach Belgien, wo er in den Jugendmannschaften des SK Heffen, KV Mechelen und Lierse SK spielte. Im April 2015 wechselte in die Jugendakademie des RSC Anderlecht und spielte dort die Saison 2015/16 in der U16 zu Ende. Am 23. August 2015 unterzeichnete er dort seinen ersten professionellen Vertrag. In der Folge begann er in der U-19-Mannschaft zu spielen und kam auch in der UEFA Youth League zum Einsatz. Am 22. Dezember 2017 gab sein Ligadebüt in der ersten Mannschaft und erzielte beim 1:0-Heimsieg gegen den KAS Eupen das einzige Tor des Spiels. In der Spielzeit 2017/18 kam er in elf Ligaspielen zum Einsatz. In der nächsten Saison 2018/19 bestritt er dann bereits 30 Ligaspiele, in denen er in den meisten startete und ein Tor erzielen und drei Treffer vorbereiten konnte. Auch in der aufgrund der COVID-19-Pandemie verkürzten Saison 2019/20 kam er regelmäßig zum Einsatz und stand in 20 Ligaspielen auf dem Platz, in denen ihm drei Tore sowie drei Vorlagen gelangen. Mitte Juli 2020 wurde eine Vertragsverlängerung bis Sommer 2024 vereinbart. In der Saison 2020/21 bestritt er 35 von 40 möglichen Ligaspielen für Anderlecht, in denen er zwei Tore schoss, sowie vier Pokalspiele. In der Folgesaison waren es 37 von 40 möglichen Ligaspielen mit neun Toren sowie 6 Pokalspiele und drei Qualifikationsspiele zur Conference League mit einem Tor.
In der Saison 2022/23 waren es 33 von 34 möglichen Ligaspielen, in denen er drei Tore schoss, zwei Pokalspiele und fünfzehn Spiele im Europapokal. In der nächsten Saison waren es infolge einer Verletzung von November 2023 bis März 2024 nur 21 von 40 möglichen Ligaspielen, in denen er vier Spiele schoss.
Im Februar 2025 wechselte Amuzu zu Grêmio Porto Alegre.

### Nationalmannschaft
Von August 2017 bis März 2018 kam Francis Amuzu in sieben Spielen der belgischen U-21-Nationalmannschaft zum Einsatz, in denen er zwei Treffer erzielen konnte.
Am 11. Oktober 2018 debütierte er beim 1:0-Sieg im freundschaftlichen Länderspiel gegen Italien in der U21 und konnte in diesem Spiel mit dem Siegestreffer auch sein erstes Tor in dieser Altersklasse erzielen. Im Juni nahm er auch an der U-21-Europameisterschaft 2019 in Italien und San Marino teil, wo er zwei Gruppenspiele absolvierte.